# 中新井美波
中新井 美波（なかあらい みなみ、1991年5月15日 - ）は、日本の元陸上競技選手、長距離走。バンド「1-GATA」に所属する歌手、作詞家。1型糖尿病患者であることを公表している。

## 陸上の主な記録
| 年     | 大会                 | 種目    | 順位     | 備考          |
| ------ | -------------------- | ------- | -------- | ------------- |
| 2008年 | 第92回日本陸上選手権 | 1500m   | 6位      |               |
|        | 第20回全国高校駅伝   | 4区     | 区間3位  | 須磨学園4位   |
| 2009年 | 都道府県対抗女子駅伝 | 6区     | 区間13位 | 兵庫県3位     |
|        | 第62回全国高校陸上   | 1500m   | 6位      |               |
|        | 第21回全国高校駅伝   | 3区     | 区間賞   | 須磨学園2位   |
| 2010年 | 都道府県対抗女子駅伝 | 7区     | 区間賞   | 兵庫県4位     |
| 2012年 | 全日本大学女子駅伝   | 4区     | 区間4位  | 大阪学院大5位 |
| 2013年 | 第97回日本陸上選手権 | 3000mSC | 6位      |               |
|        | 富士山女子駅伝       | 2区     | 区間記録 | 大阪学院大5位 |